# زیردریایی یو-۲۵۷
زیردریایی یو-۲۵۷ (به انگلیسی: German submarine U-257) یک زیردریایی بود که طول آن ۶۷٫۱ متر (۲۲۰ فوت ۲ اینچ) بود. این زیردریایی در سال ۱۹۴۱ ساخته شد.